# Présidence portugaise du Conseil des Communautés européennes en 1992
La présidence portugaise du Conseil de l'Union européenne en 1992 désigne la première présidence du Conseil des Communautés européennes, effectuée par le Portugal depuis son adhésion à la Communauté économique européenne en 1986.
Elle fait suite à la présidence néerlandaise de 1991 et précède celle de la présidence britannique du Conseil de l'Union européenne à partir du 1er janvier 1992.

## Contexte au Portugal
L'adhésion du Portugal à la Communauté économique européenne a eu lieu le 1er janvier 1986, après la fin de la période dictatoriale de l'Estado Novo et la demande d'adhésion du pays par Mário Soares en 1977.

## Réalisations
Durant cette présidence, la Finlande et la Suisse présentent leurs demandes officielles d'adhésion à l'Union européenne et le traité sur l'Union européenne (TUE) est signé à Maastricht le 7 février 1992 ; un premier référendum danois concernant le traité s'ensuit en juin et est rejeté ; un autre a lieu en Irlande le même mois et est approuvé.
Un ensemble de mesures sont également prises au niveau européen afin de soutenir les transitions (politiques, économiques, sociales, etc.) engagées par les États balkanique de l'ex-Yougoslavie à cette période.

## Sources